# Dirty Harry (serie)
Harry el sucio es una serie de películas protagonizadas por Clint Eastwood en el papel de Harry "El Sucio" Callahan, un violento y rudo inspector del departamento de homicidios de la policía de San Francisco (California).

## Películas de Harry el Sucio

### Harry el sucio(1971)
Título original: Dirty Harry 

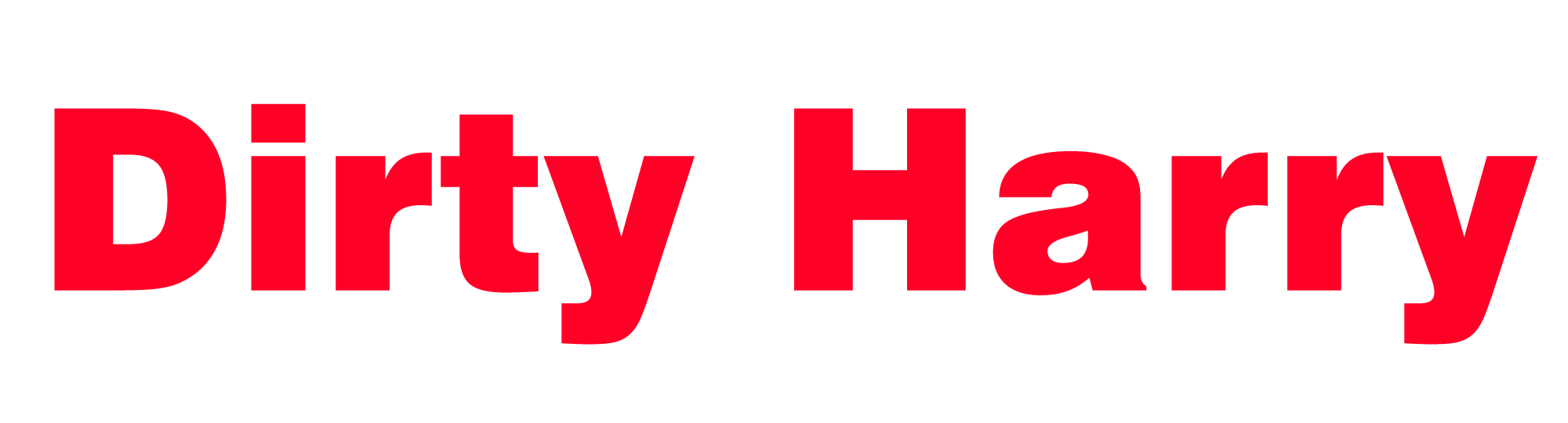
Logo de Dirty Harry

Harry el sucio (1971), dirigida por Don Siegel. En esta película Harry sigue la pista del asesino en serie Scorpio. Icónico retrato de Eastwood de detective poco ortodoxo y rudo hablar, que establecería el estilo de algunos de sus papeles posteriores. El éxito de taquilla de la película dio lugar a la producción de cuatro secuelas igualmente exitosas. El motivo de "policía alienado" fue imitado por otras películas. Esta película cuenta con la famosa escena en que Eastwood dice, "Sé lo que estás pensando, si disparé las 6 balas o sólo 5. La verdad es que con todo este ajetreo también yo he perdido la cuenta, pero siendo este un Magnum 44, el mejor revolver del mundo, capaz de volarte los sesos de un tiro..., ¿no crees que debieras pensar que eres afortunado?... ¿Verdad que sí, vago?".
Esta película se convirtió en un referente, reflejado en otras películas, sobre todo el resto de las películas de Harry el Sucio, porque era un retrato de la protesta social, señalando que era más fácil para el sistema de justicia proteger a posibles sospechosos por encima de la aplicación de los derechos de las víctimas, ignorando a los ciudadanos que se encontraban en peligro o que habían sido asesinados. Fue una de las películas más taquilleras del año 1971, después de El violinista en el tejado, Billy Jack, The French Connection, Verano del 42 y Diamantes para la eternidad.

### Harry el fuerte(1973)
Título original: Magnum Force
Harry el fuerte (1973), dirigida por Ted Post. El tema principal de esta película es la justicia por mano propia, y la trama gira en torno a un grupo de policías de tráfico renegados que ejecutan a los criminales que, por tecnicismos o corrupción, han evitado ser condenados por los tribunales. A pesar de la tendencia de Harry por usar métodos fuertes, no tolera los asesinatos a sangre fría de los policías e intenta detener a los asesinos. En esta película Harry acuña la frase: "El hombre debe conocer sus limitaciones."

### Harry el ejecutor(1976)
Título original: The Enforcer
Harry el ejecutor (1976), dirigida por James Fargo. En esta película, Harry se unió a una agente de policía sin experiencia llamada Kate Moore (Tyne Daly) y enfrentan a un grupo terrorista que se hacen llamar Fuerza de Huelga Revolucionaria del Pueblo. La película contiene temas feministas y generalmente se considera más "políticamente correcta" que sus predecesoras. Harry se opone a la introducción de los inspectores sin experiencia a los peligros de la labor policial, ya sea hombre o mujer, y al departamento de homicidios por ser demasiado peligroso para su nueva compañera, que trabajó hasta hace poco en Personal y Archivo. No tiene nada en contra de mujeres policías, sino que simplemente considera que Moore está demasiado verde. Sin embargo, Inspector "por el libro" Moore, aunque partiendo de ser demasiado entusiasta, se demuestra valiosa y madura rápidamente, ganando el respeto de Harry en el proceso.

### Impacto súbito(1983)
Título original: Sudden Impact
Impacto súbito (1983), dirigida por Clint Eastwood. Envejecido, pero todavía amargo, "Dirty" Harry Callahan es enviado a una pequeña ciudad para el seguimiento de un caso de asesinato, lo que le lleva directamente a una víctima de violación que está por vengarse a sí misma y a su hermana catatónica matando a la gente que las asaltó sexualmente. Es recordada por la frase "Adelante, alégrame el día", que a menudo se atribuye erróneamente a la primera película.

### La lista negra(1988)
Título original: The dead pool
La lista negra (1988), dirigida por Buddy Van Horn. En la última película de la serie, Harry se entera de un juego llamado Dead Pool, en el que la gente apuesta a las muertes de famosos. Tras ello, alguien intenta manipular el juego matando a ciertos famosos de la lista, en la cual está el propio Harry Callahan. La película no fue un éxito comercial, es considerada la más floja de todas y sigue siendo el final de la serie, debido a la negativa de Eastwood para repetir el personaje, sintiendo que su edad haría de Harry una parodia. Sin embargo, como nota de interés, esta película cuenta con las tempranas actuaciones de Liam Neeson y Jim Carrey (Jim Carrey había ganado fama en los años anteriores por sus imitaciones de, entre otros, Clint Eastwood).